# Ruelle de l'Étoile
Pour les articles homonymes, voir Rue de l'Étoile.
La ruelle de l'Étoile  (en alsacien : Sternegässel) est une voie de Strasbourg, rattachée administrativement au quartier Bourse - Esplanade - Krutenau. 

## Situation et accès
Située dans le quartier historique de la Krutenau, à proximité de l'église Saint-Guillaume et du pont du même nom, elle va de la rue Munch à la rue de Zurich, parallèlement à la ruelle des Ramoneurs au nord et à la ruelle des Chanvriers qui se trouve plus au sud.

## Histoire et origine du nom
D'abord impasse communale, la voie portait le nom de Schmidgässel (« ruelle du Forgeron ») en 1681. Cependant une auberge Zum Sternen (« À l'Étoile »), puis Zum Rothen Sterne (« À l'Étoile rouge »), est mentionnée du XVe au XVIIe siècle. Sa dénomination française À l'Étoile rouge est attestée au XVIIIe et au XIXe siècle.

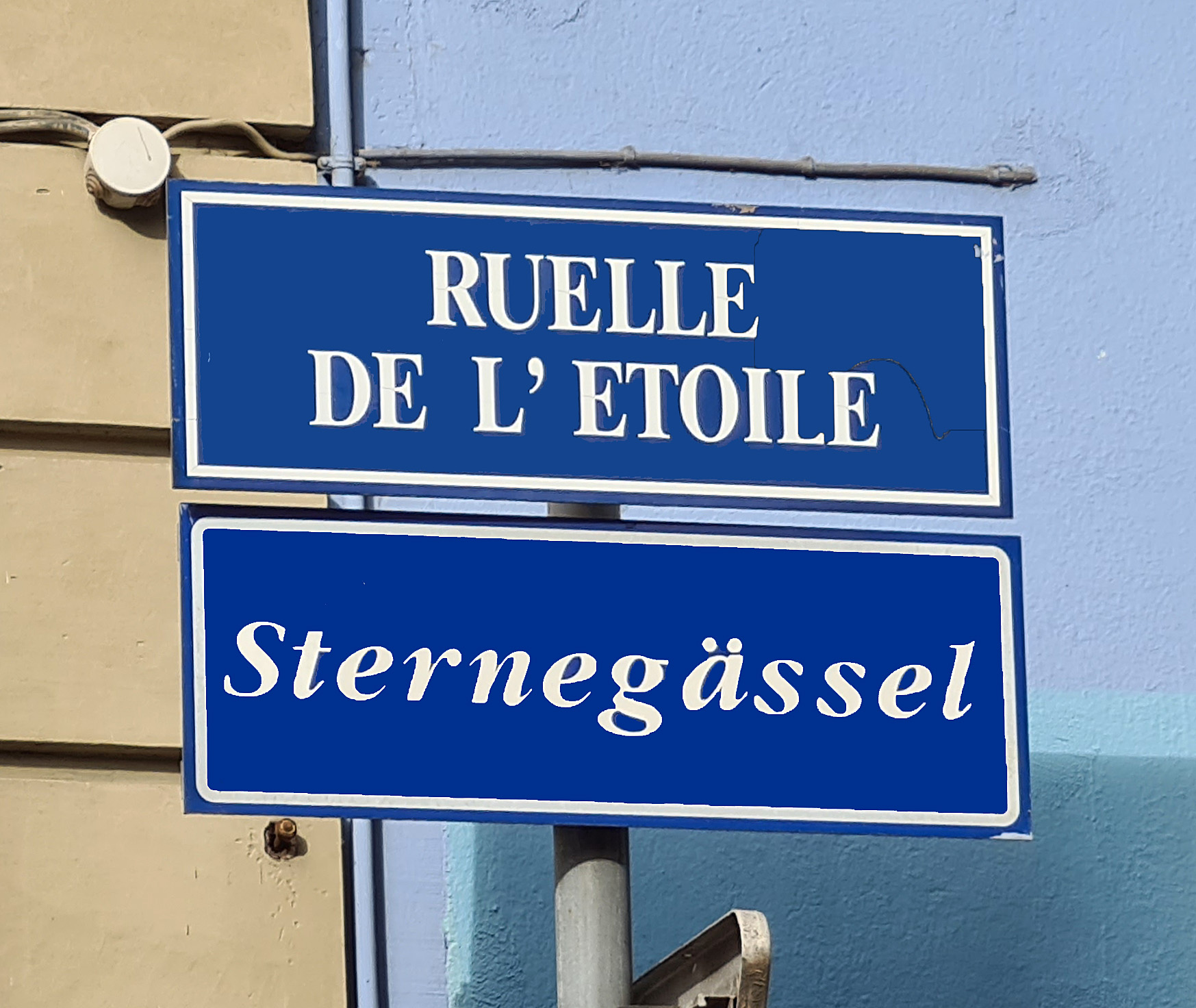
Plaque bilingue, en français et en alsacien.

Au moment de la Révolution, la voie est renommée « rue de l'Étoile » (1794). Elle devient le Sternen Gässlein en 1817, et enfin la « ruelle de l'Étoile » (1856, 1918 et depuis 1945). Pendant l'occupation allemande, son nom avait été transformé en Sterngässchen, en 1872 et en 1940.
À partir de 1995, des plaques de rues bilingues, à la fois en français et en alsacien, sont mises en place par la municipalité lorsque les noms de rue traditionnels étaient encore en usage dans le parler strasbourgeois. Le nom de cette ruelle est alors sous-titré Sternegässel.

## Bâtiments remarquables
Dans la rue de Zurich, la ruelle débouche entre le no 7 et le no 9, deux immeubles construits à la fin du XIXe siècle.

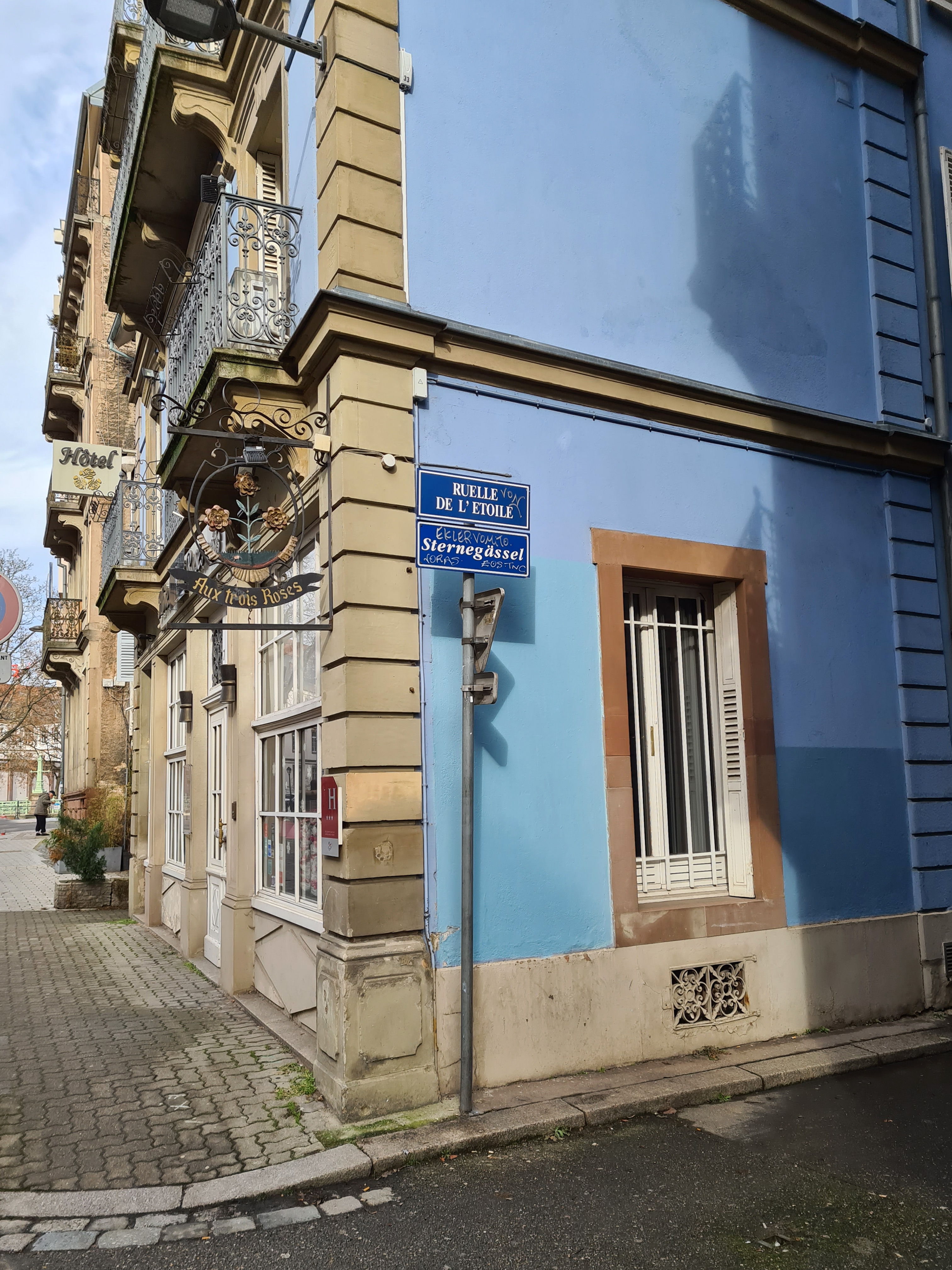
Depuis la rue de Zurich.
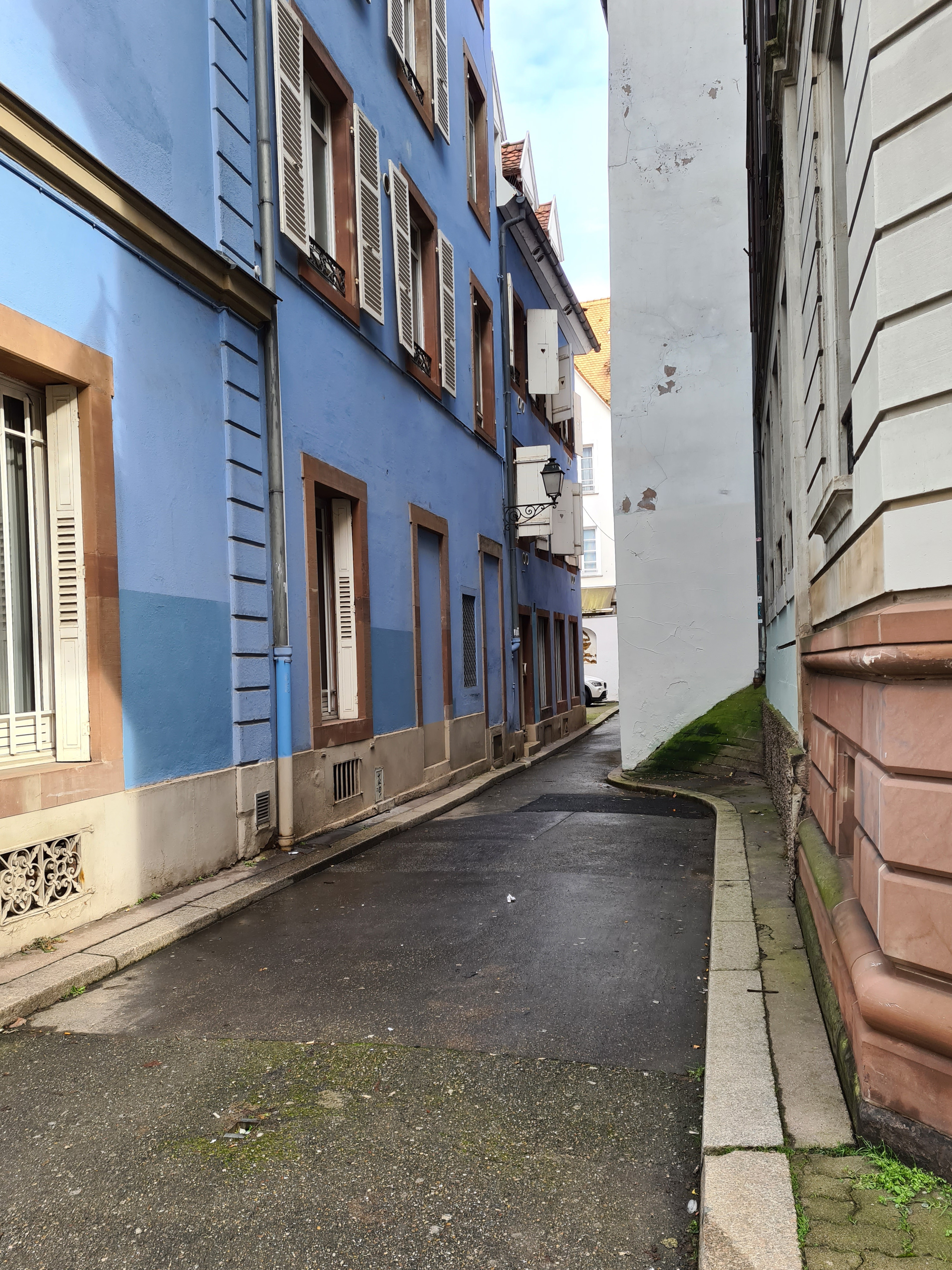
Vers la rue Munch.
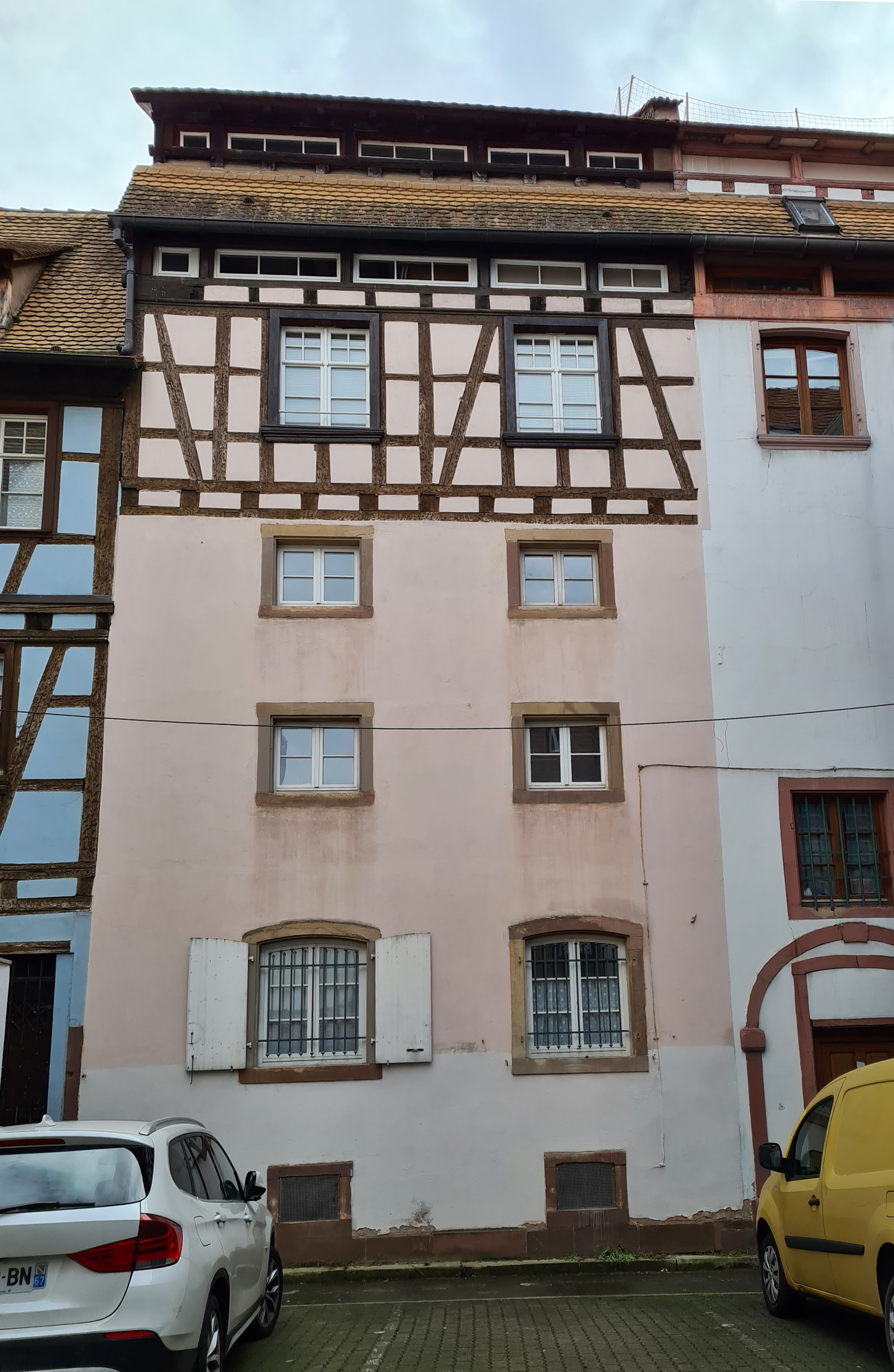
Maisons à colombages.
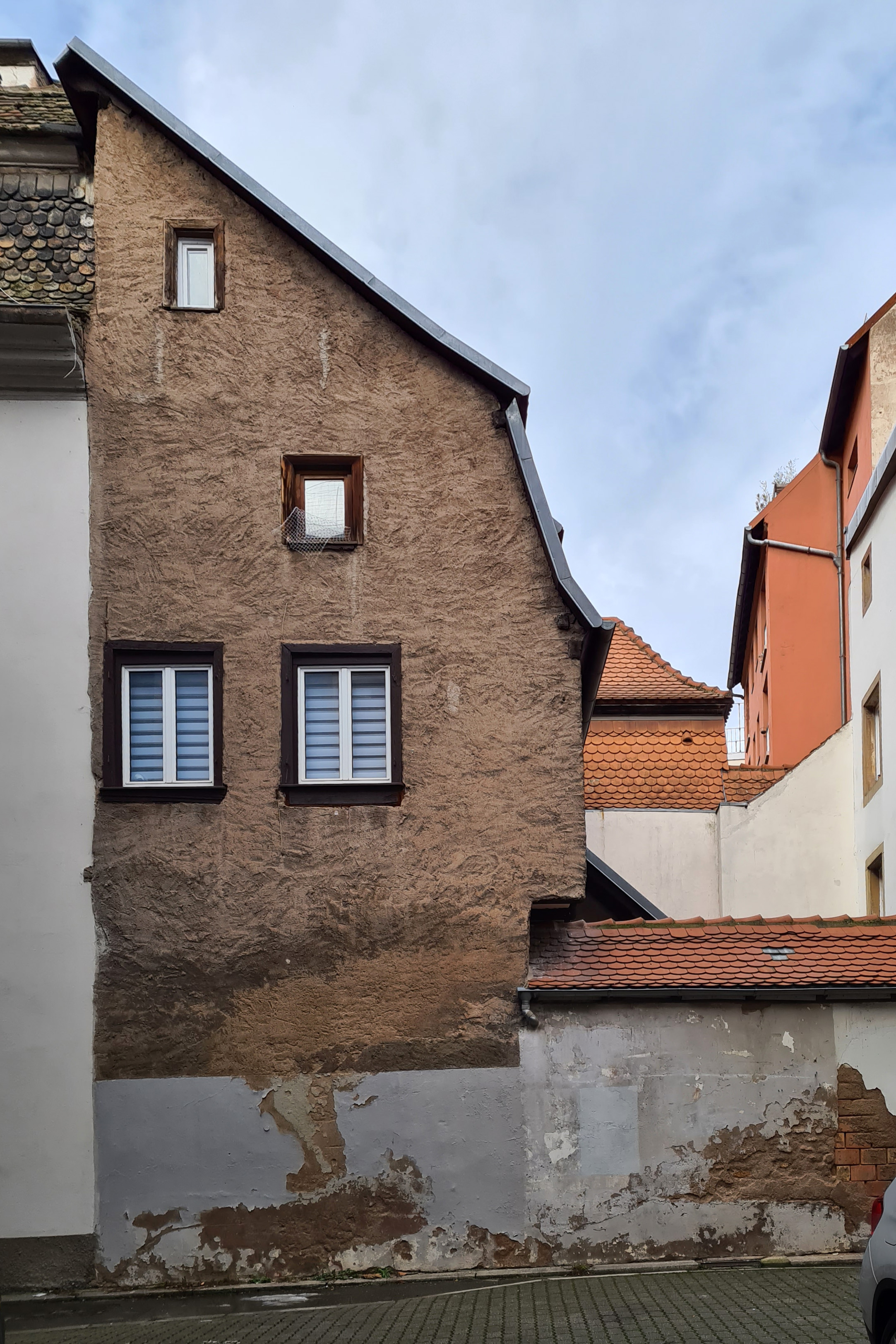
Imbrication de constructions.
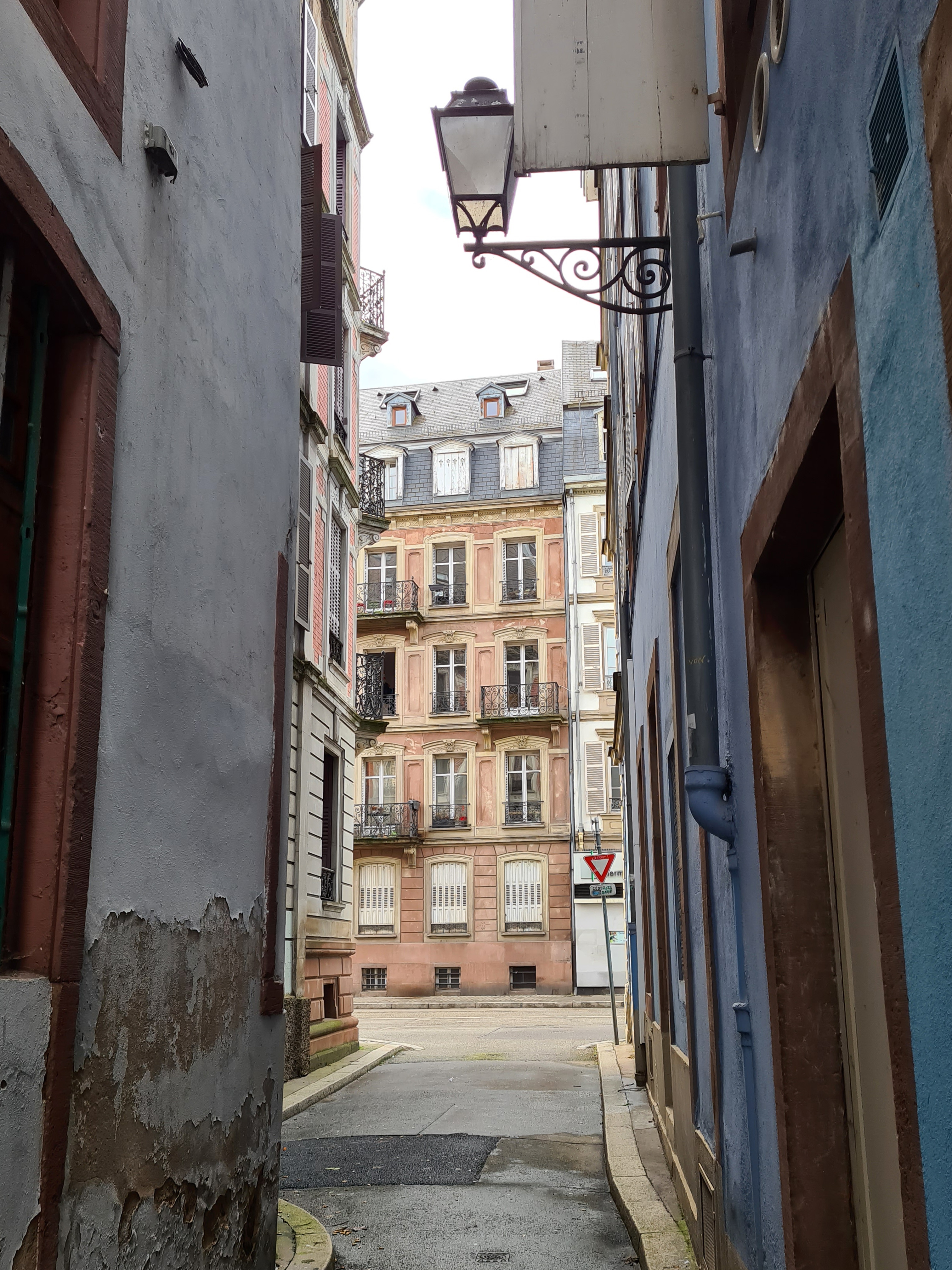
Débouché sur la rue de Zurich.